# Persepolis
Persepolis (persană: تخت جمشيد‎ Tacht-e Dschamschid „Tronul lui Dschamschid“, persana veche: 𐎱𐎠𐎼𐎿, transliterat: Pārsa, uneori Parseh) este capitala Imperiului Persan din Antichitate, imperiu care a fost întemeiat prin anii 520 î.Hr. în timpul domniei lui Darius I din dinastia achemizilor. Numele provine din limba greacă și înseamnă „Orașul perșilor”, pe când numele persan se referă la „ Dschamschid” un rege legendar.
Pe timpul când s-a mutat aici capitala de la reședința inițială „Pasargadae” care se afla la 50 km distanță de Persepolis, s-a construit la poalele muntelui Kuh-e o terasă de 15 ha. Orașul Persepolis va fi distrus în anul 330 î.Hr. de Alexandru cel Mare, ruinele rămase au fost declarate  pe o rază de 60 km patrimoniu UNESCO.

## Galerie de imagini

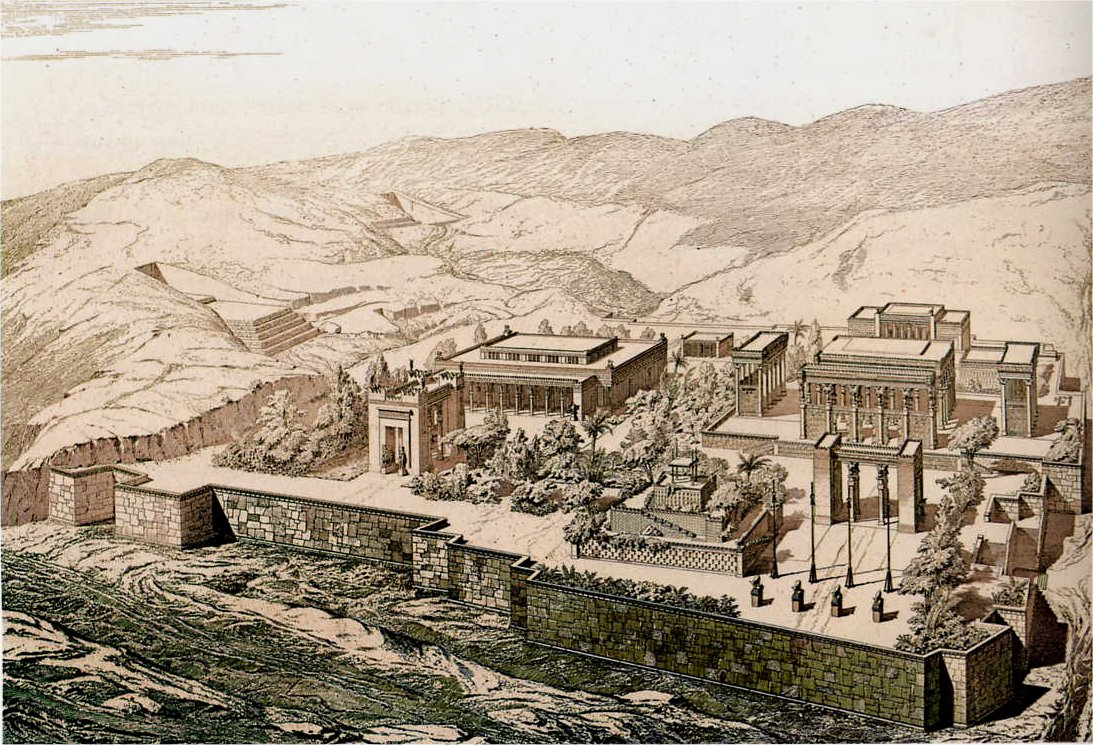
Persepolis vedere din aer Charles Chipiez, 1884
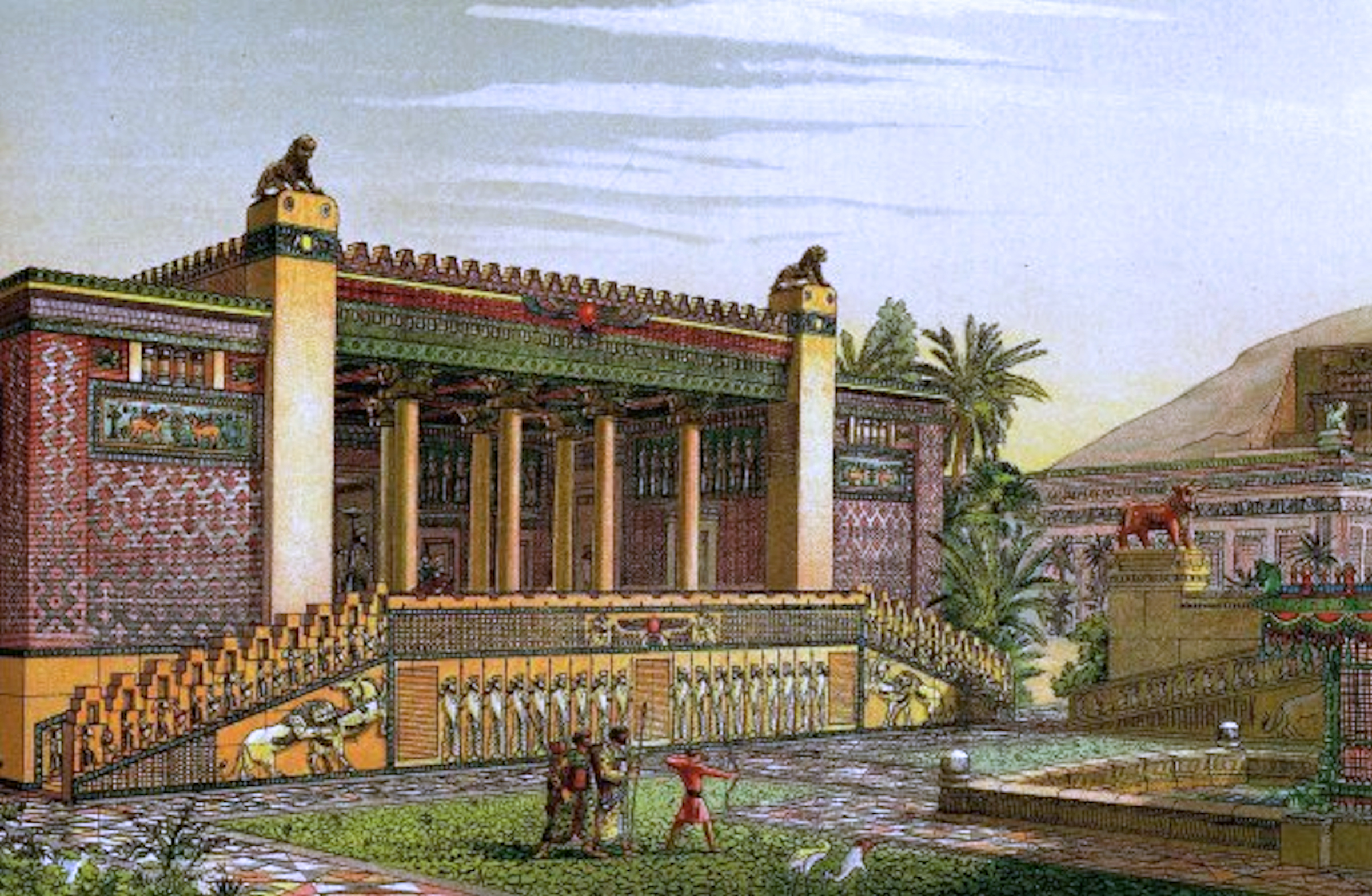
vedere Apadanahalle, restaurat, Charles Chipiez, 1884
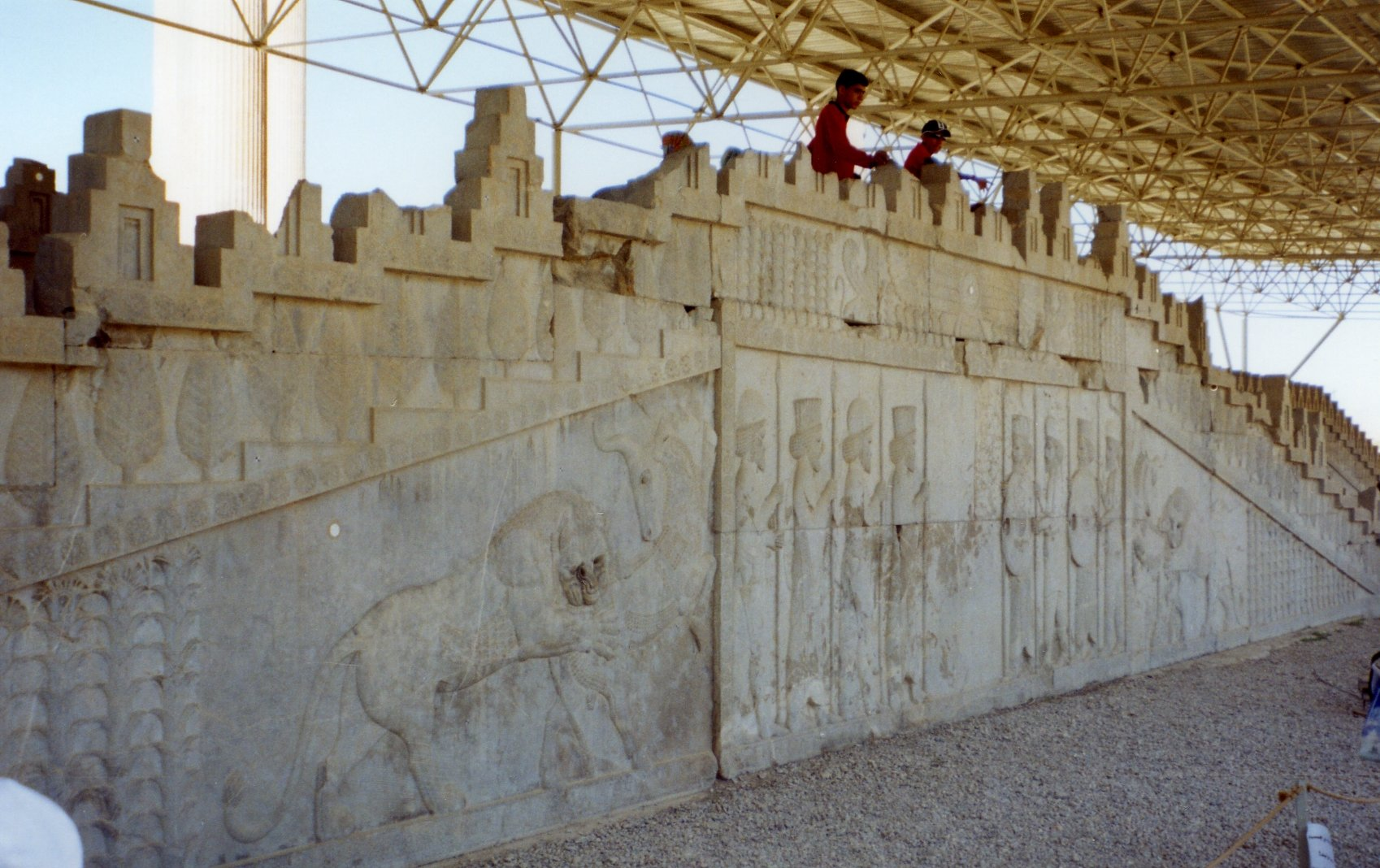
Scärile de est spre sala Apadana
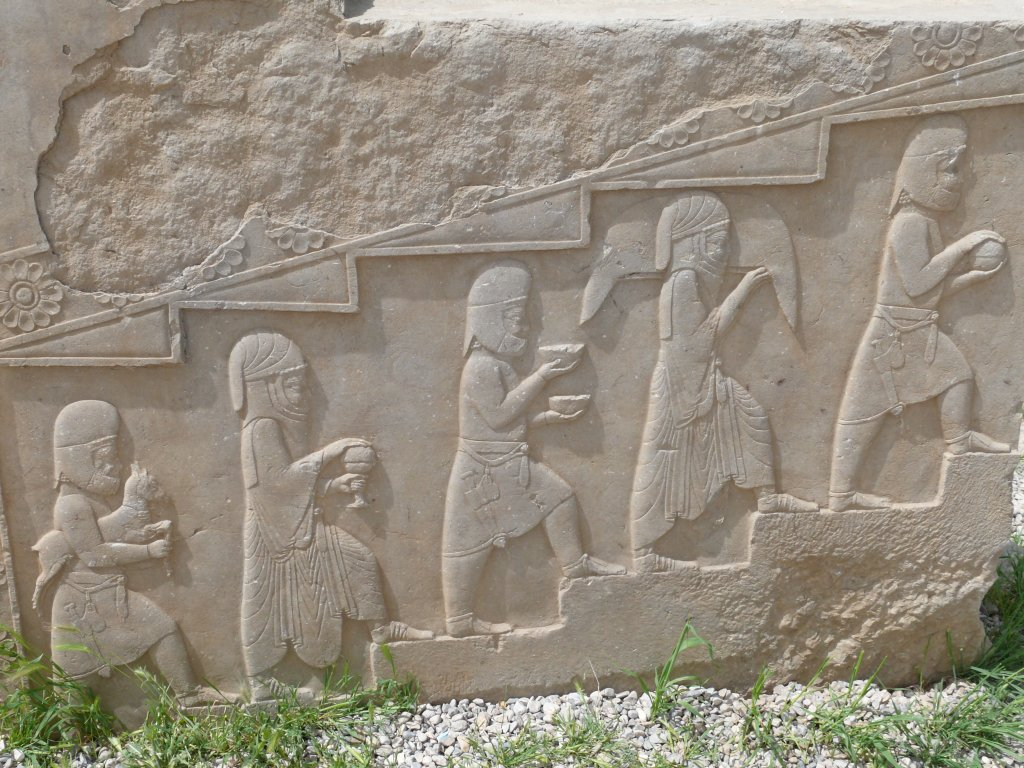
Relieful al unui preot
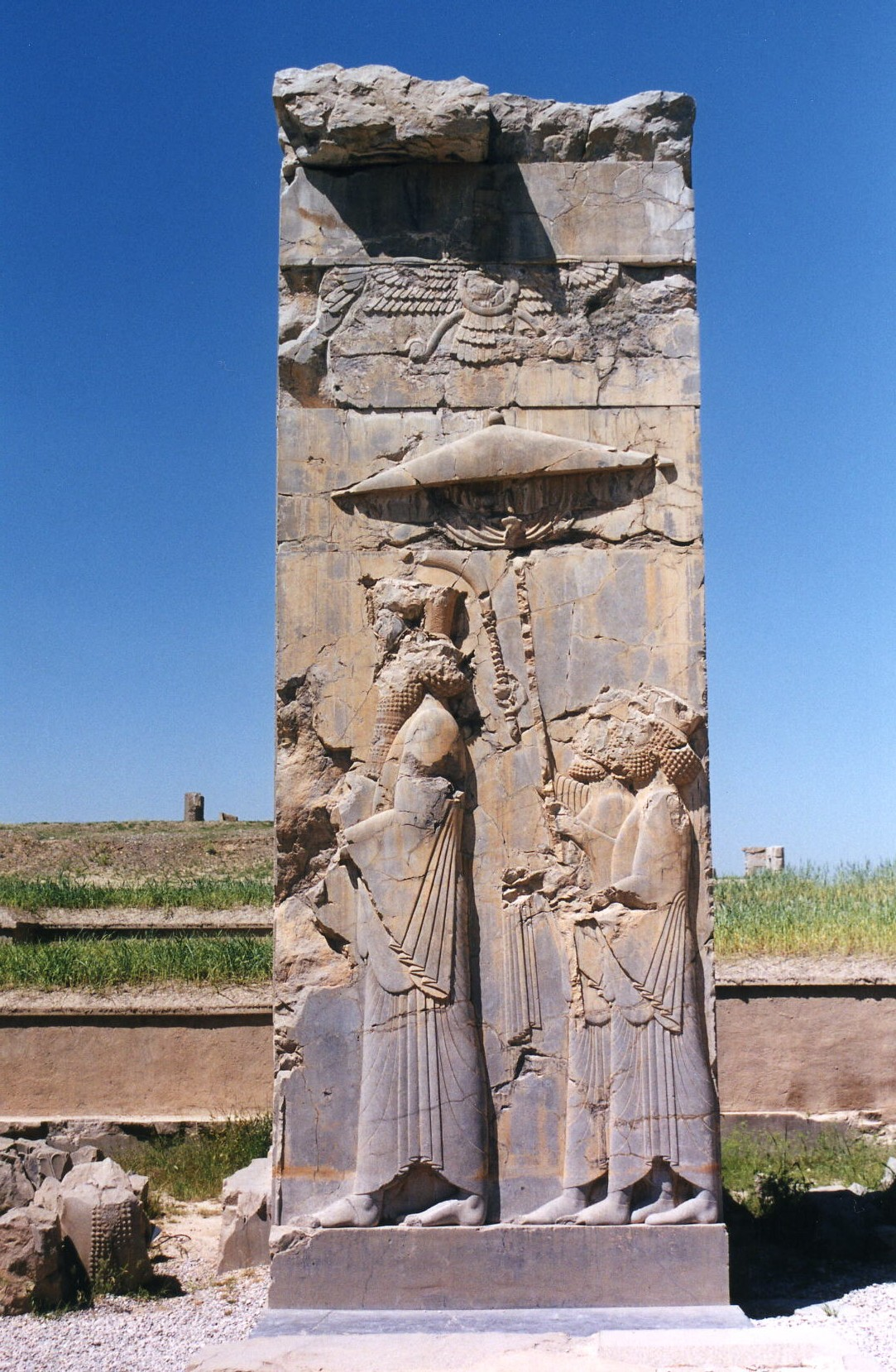
Dareios I. (Dariush I.)
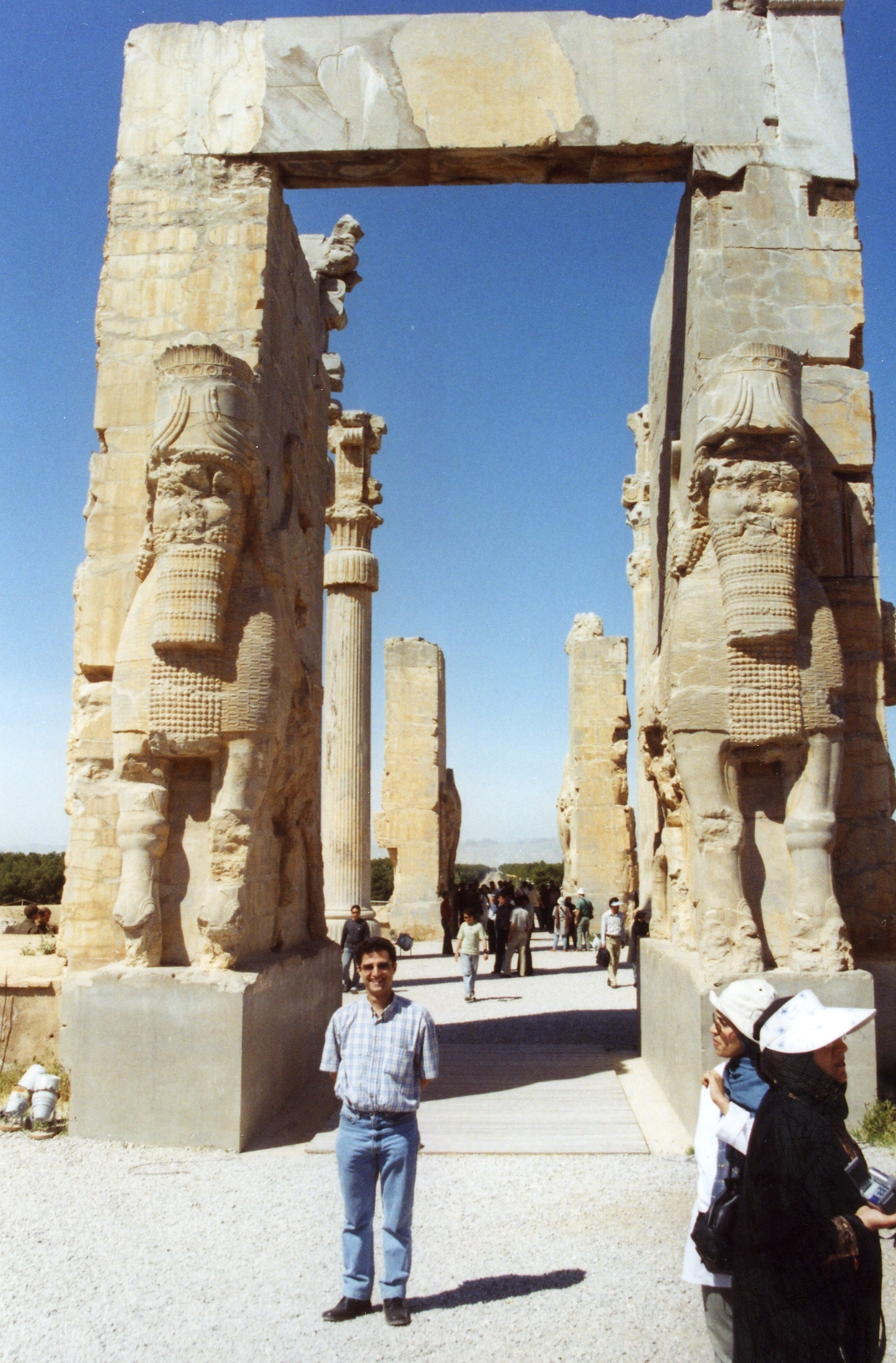
Poarta natiunilor
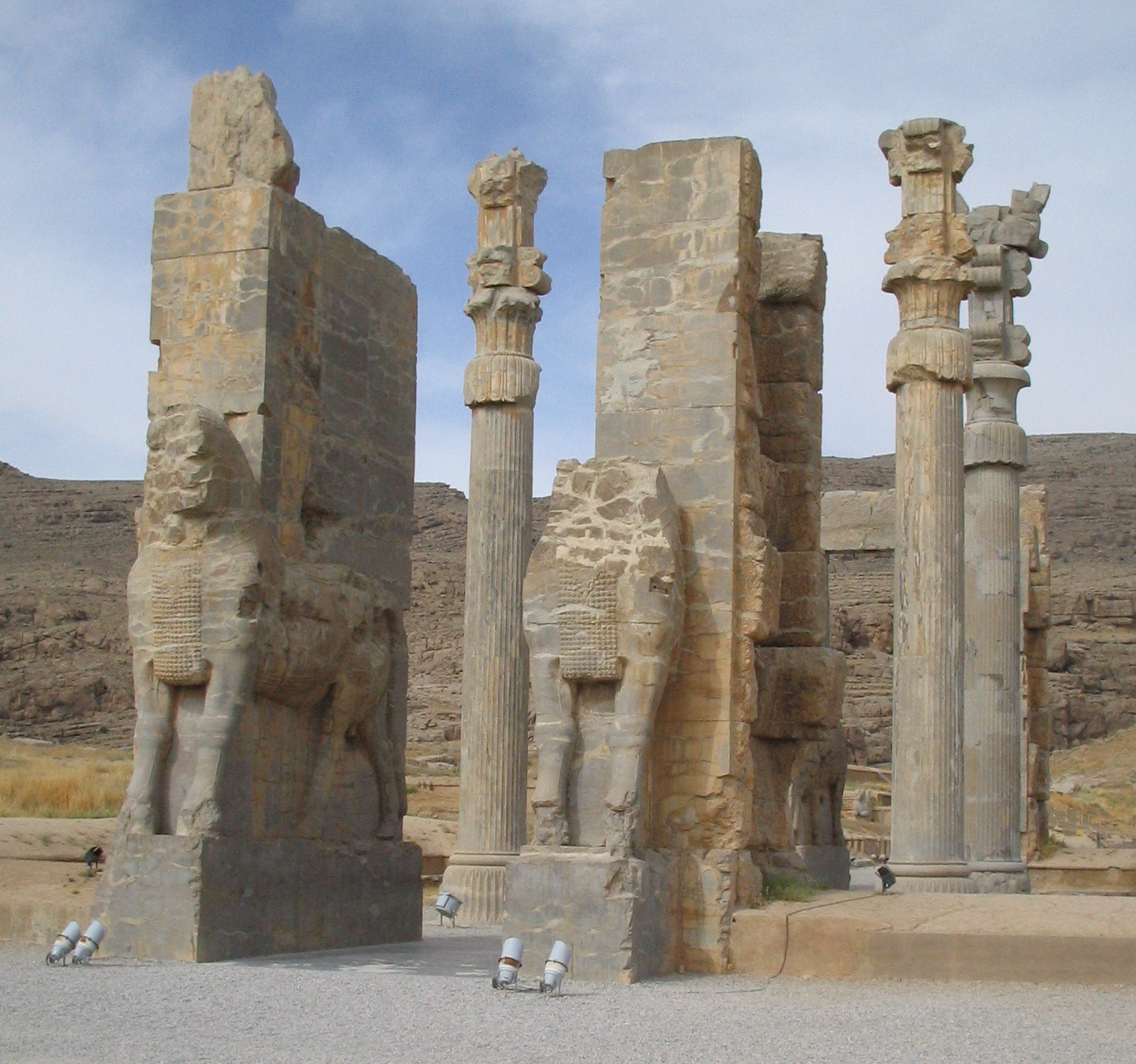
Poarta natiunilor
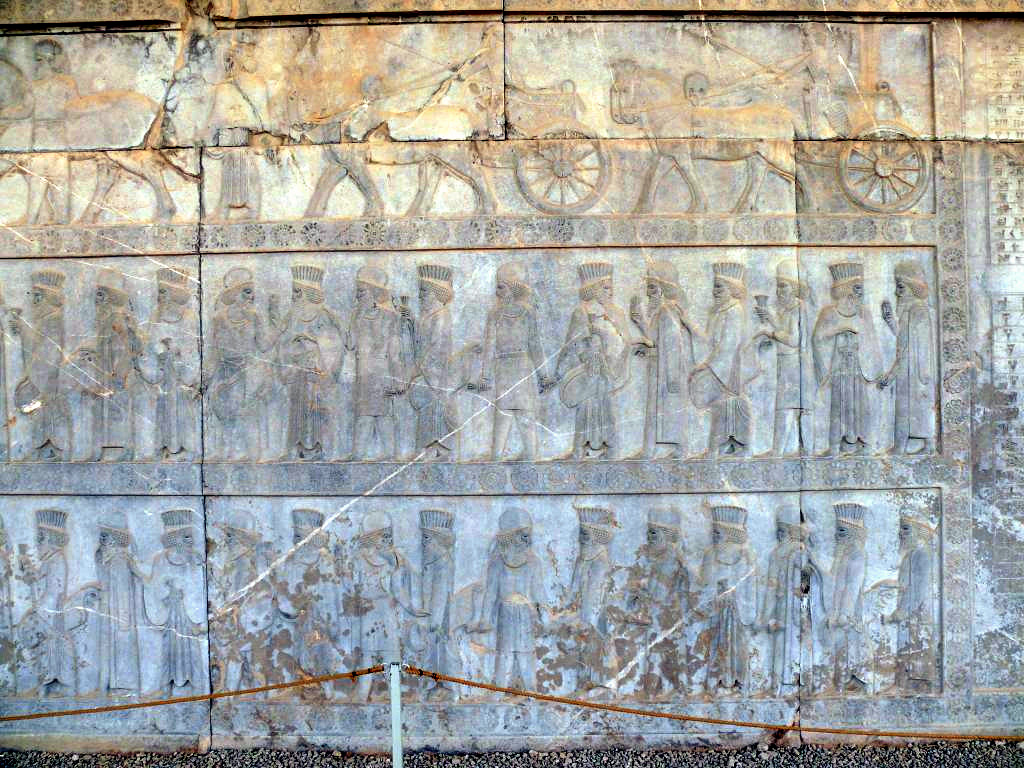
Relief in sala Apadana
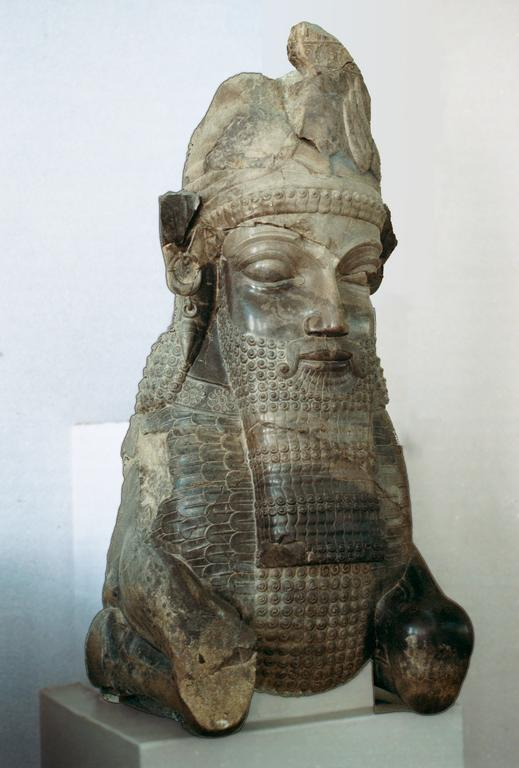
Coloanä
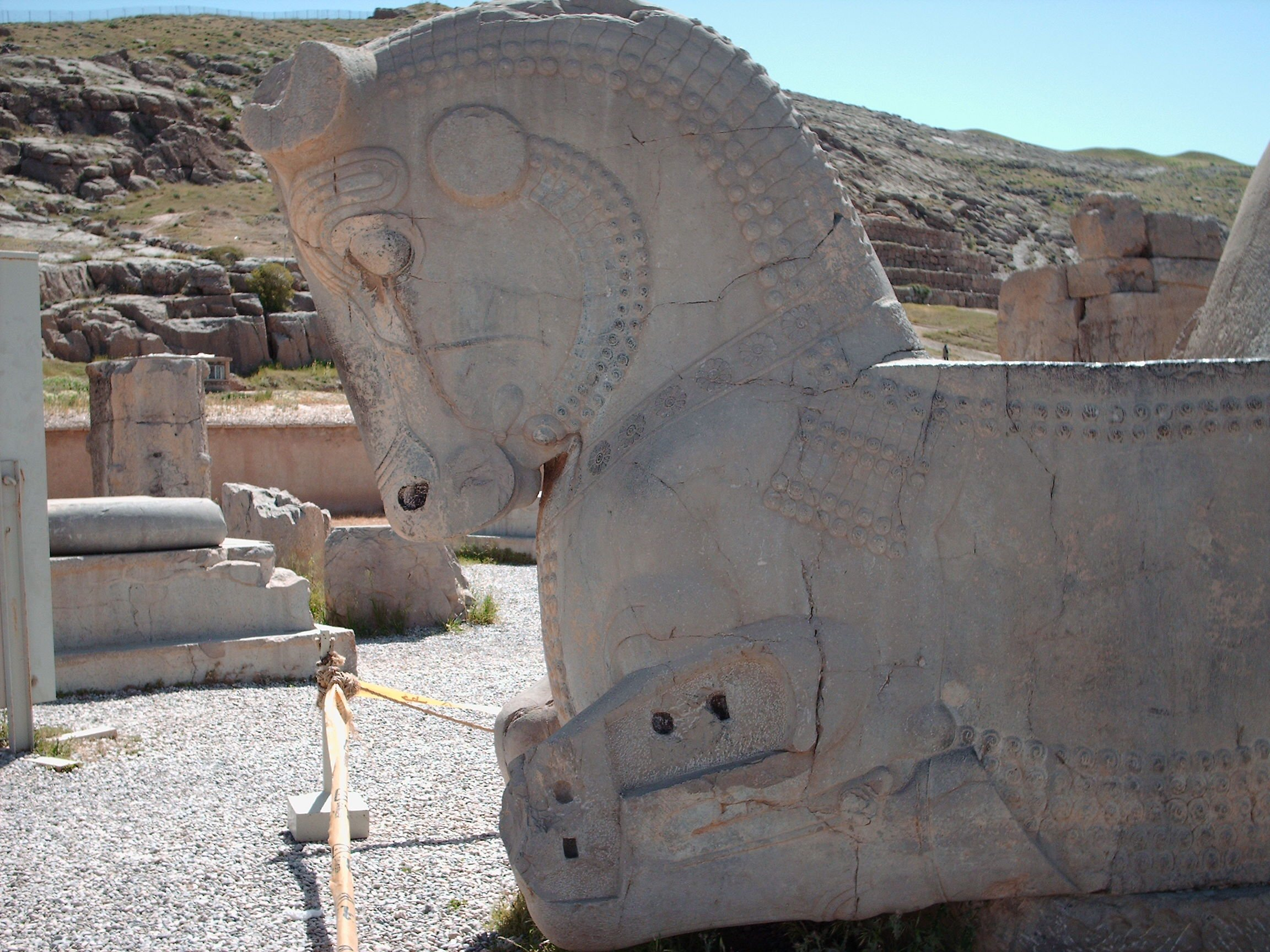
Coloanäll
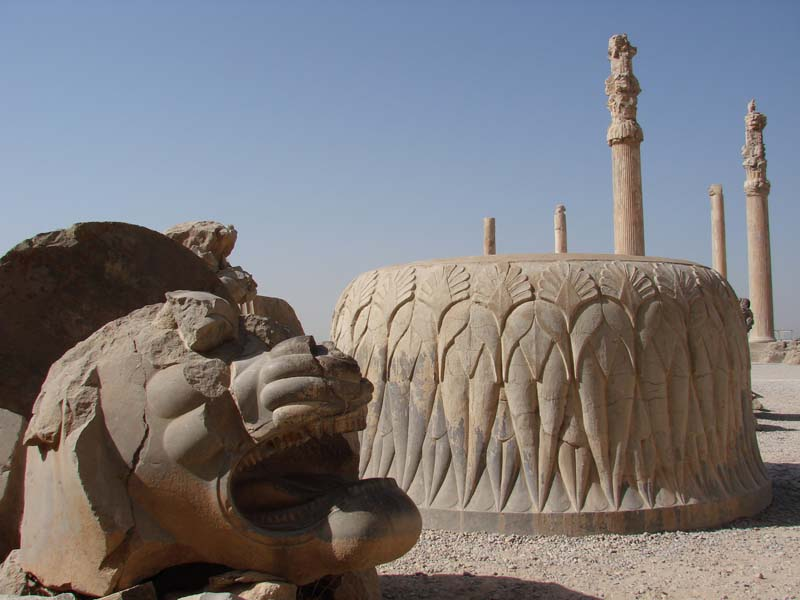
Leu
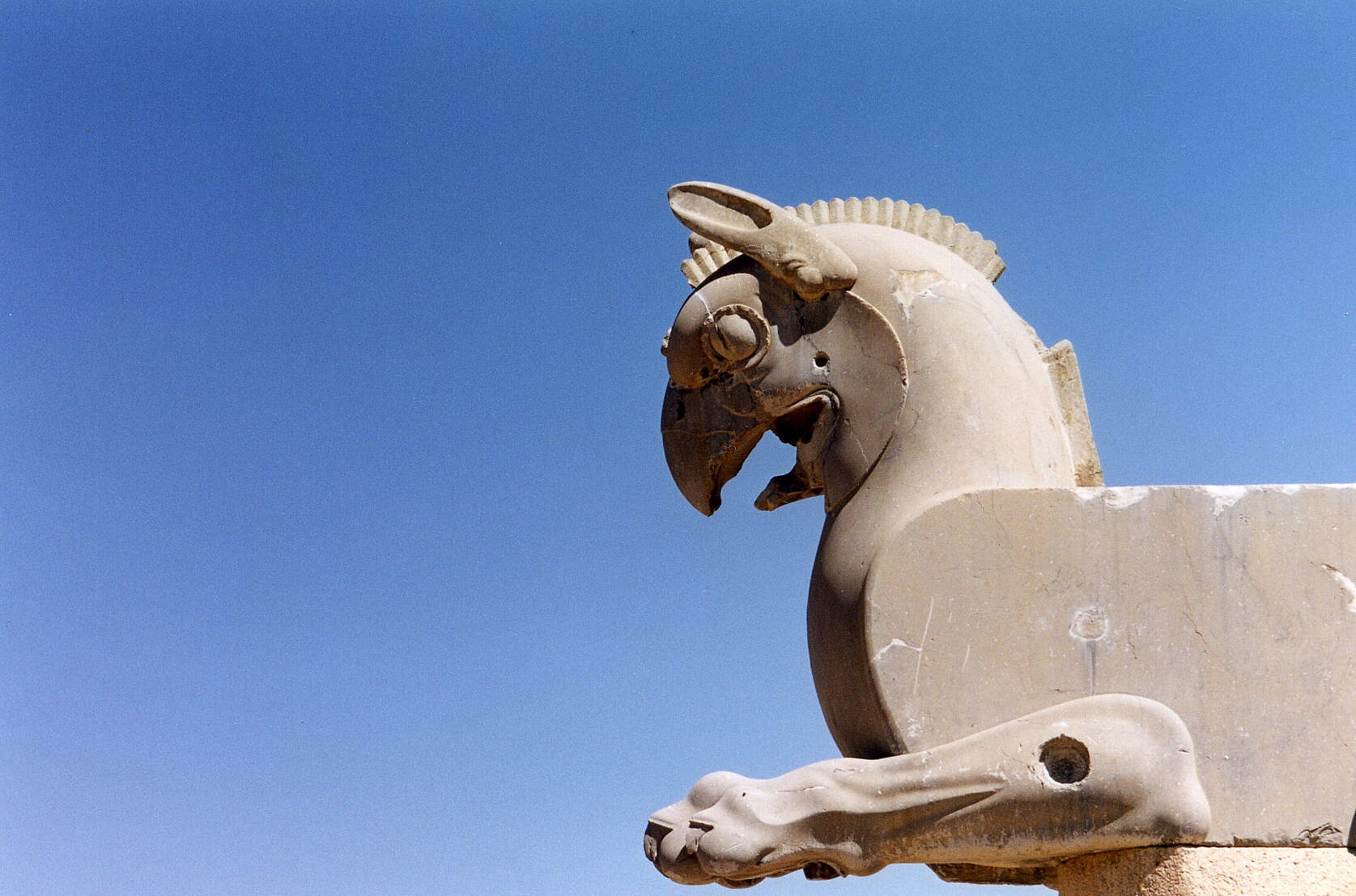
Homakapitell
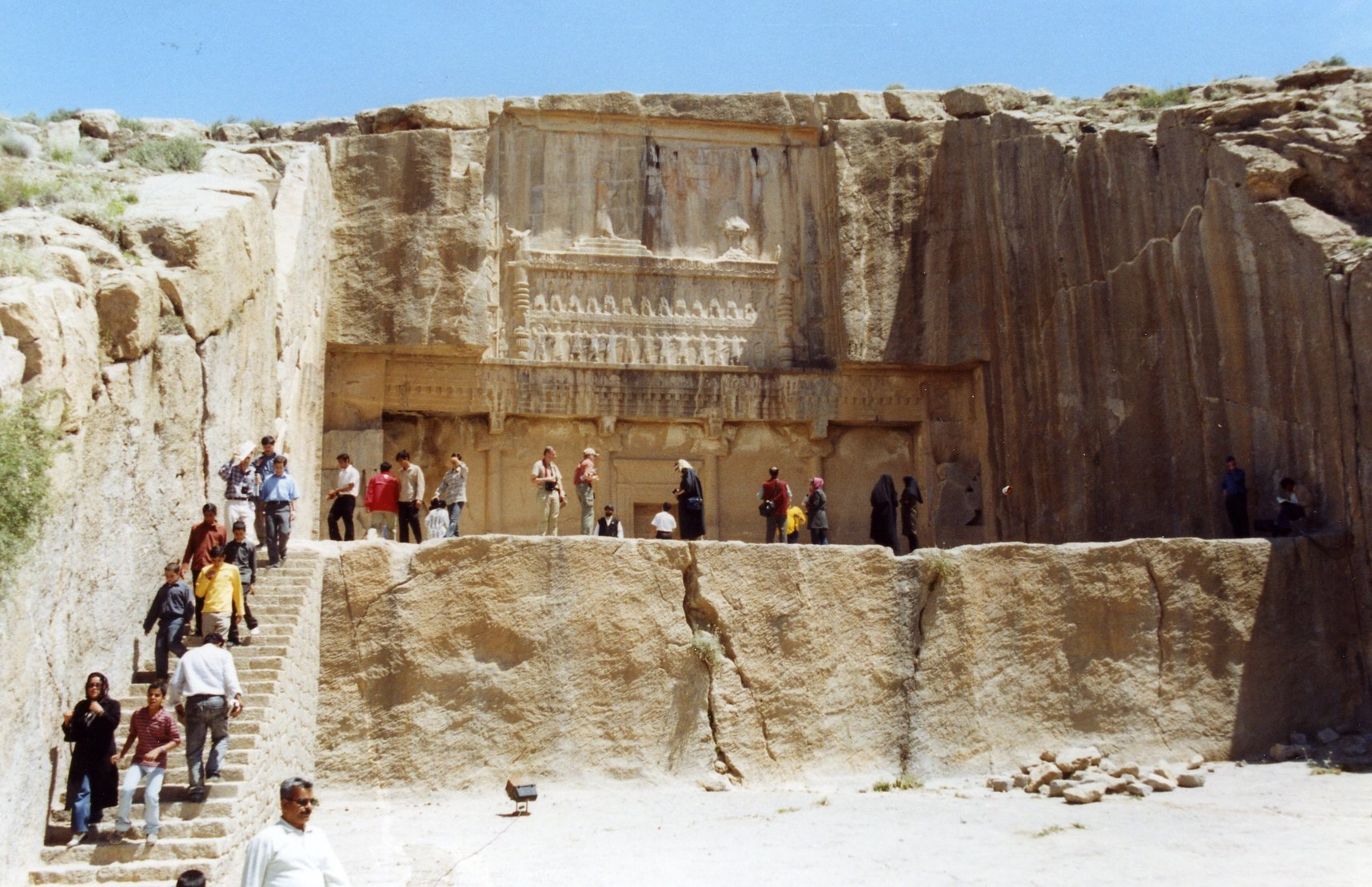
Mormint Artaxerxes III.
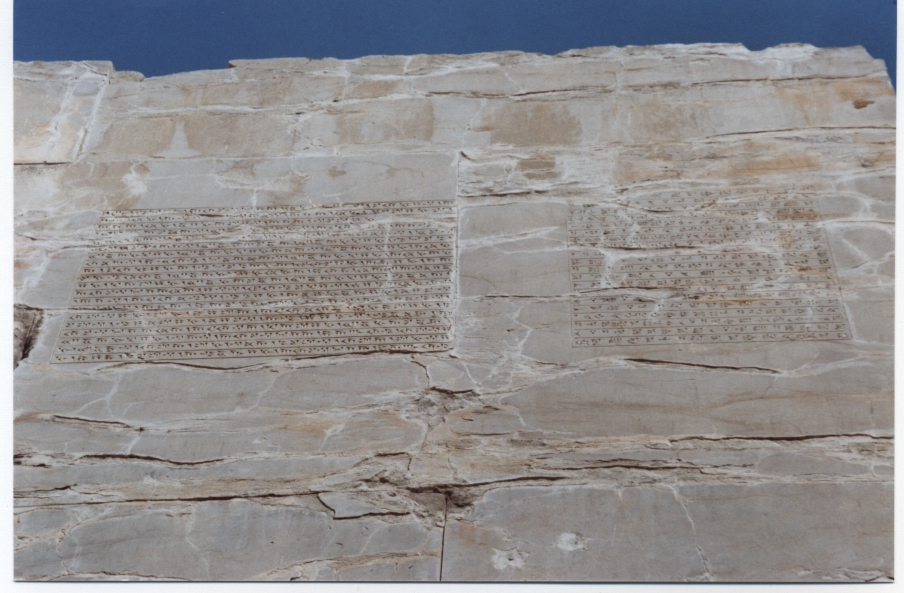
Inschriften Xerxes I.
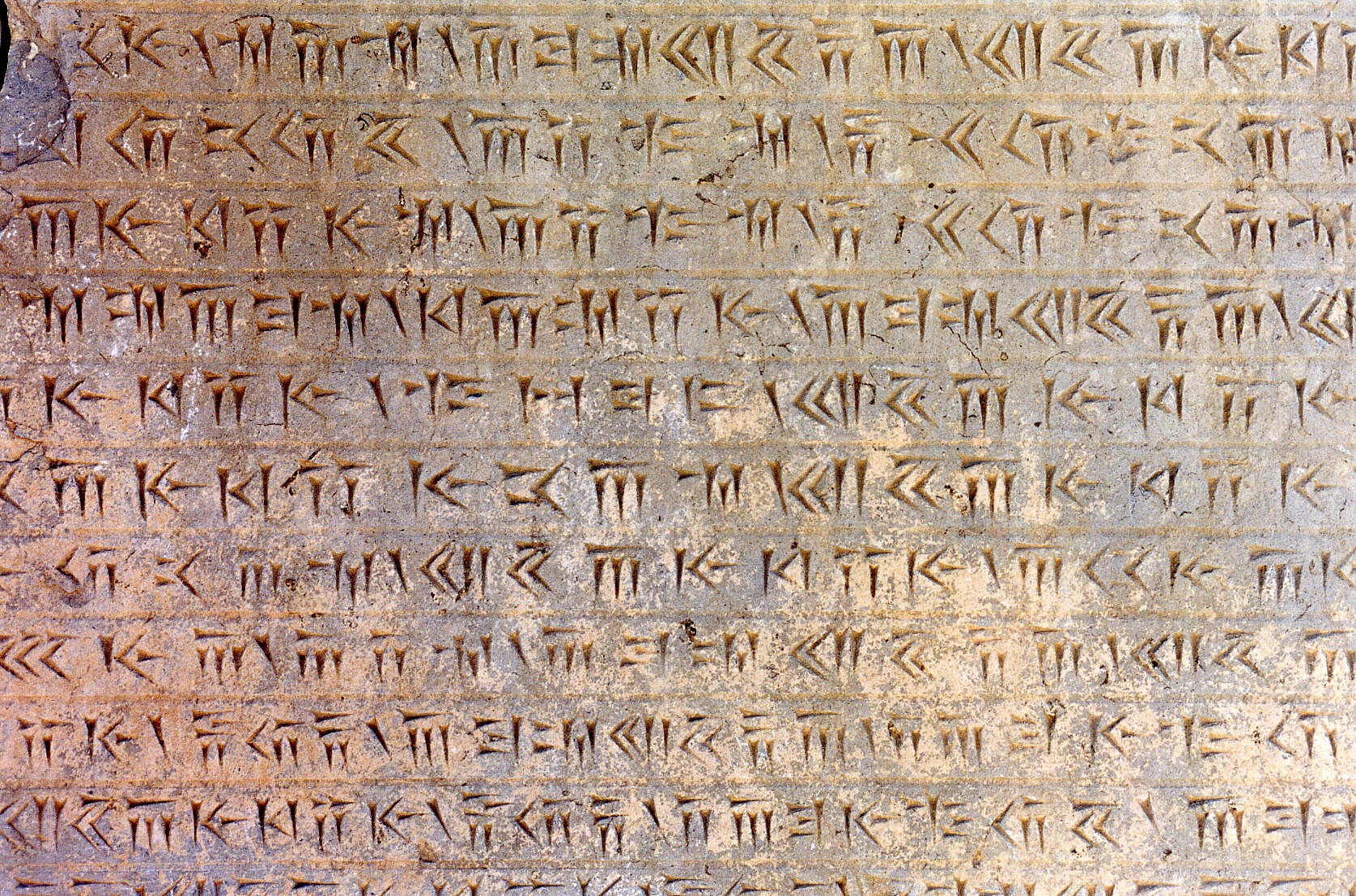
inscriptie
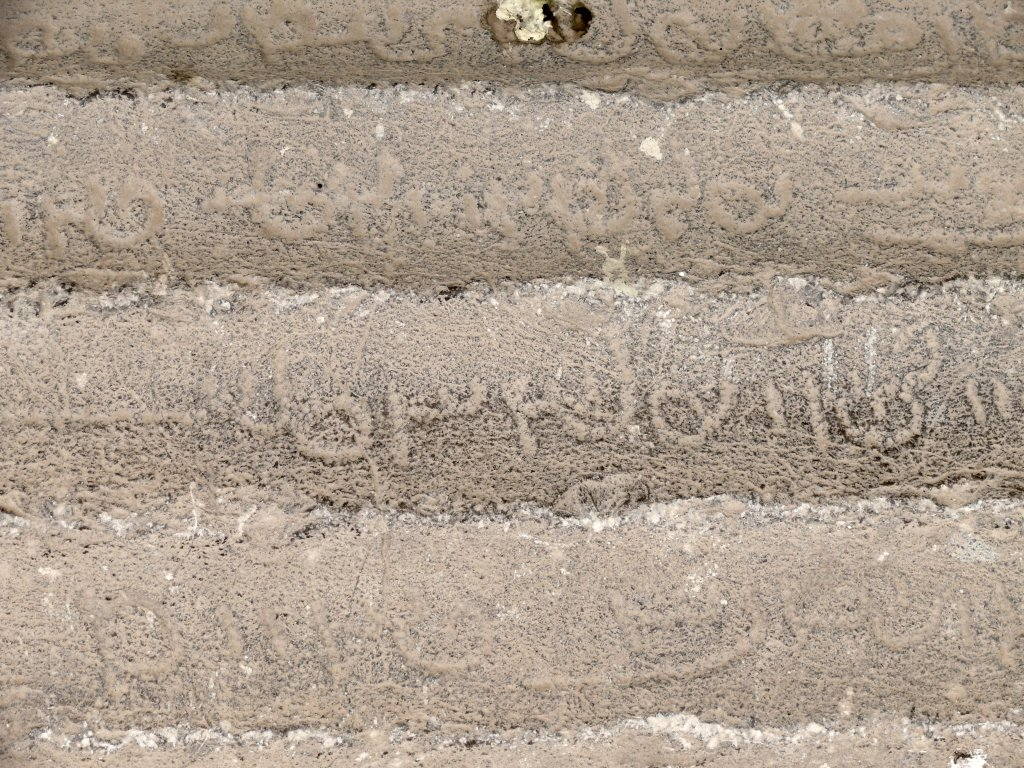
Limba (Pahlavi) inscriptie